# Trịnh Ngọc Quyên
Trịnh Ngọc Quyên (sinh năm 1969) là một tướng lĩnh Công an nhân dân Việt Nam, hàm Thiếu tướng. Ông hiện giữ chức vụ Bí thư Đảng ủy, Giám đốc Học viện An ninh nhân dân.

## Sự nghiệp
Thiếu tướng Trịnh Ngọc Quyên sinh năm 1969, quê ở huyện Ninh Giang, tỉnh Hải Dương. Ông là Phó Giáo sư, tiến sĩ chuyên ngành Khoa học An ninh.
Trong quá trình công tác ông từng là Cục phó - Thư ký Thứ trưởng Bộ Công an. Vào tháng 3 năm 2013, ông được bổ nhiệm giữ chức vụ Phó Giám đốc Công an tỉnh Quảng Ninh. Đến năm 2018, ông tiếp tục được bổ nhiệm lại chức vụ Phó Giám đốc Công an Quảng Ninh.
Năm 2016, ông được công nhận chức danh Phó giáo sư.
Ông được Bộ Công an điều động và bổ nhiệm giữ chức vụ Giám đốc Công an tỉnh Bình Dương từ ngày 1 tháng 4 năm 2019.
Ngày 28 tháng 4 năm 2023, ông được bổ nhiệm chức vụ Giám đốc Học viện An ninh nhân dân thay ông Lê Văn Thắng từ ngày 1 tháng 5 năm 2023.
Tháng 7 năm 2023, Ông được Chủ tịch nước Cộng hòa xã hội chủ nghĩa Việt Nam Võ Văn Thưởng thăng cấp hàm Thiếu tướng.

## Lịch sử thụ phong cấp bậc hàm
| Năm thụ phong | 2015   | 7.2023      |
| ------------- | ------ | ----------- |
| Quân hàm      |        |             |
| Cấp bậc       | Đại tá | Thiếu tướng |